# Риш, Даниэль
Даниэль Риш (нем. Daniel Risch; род. 5 марта 1978, Грабс, Санкт-Галлен) — лихтенштейнский политический и государственный деятель. Премьер-министр Лихтенштейна с 25 марта 2021 по 10 апреля 2025 года.

## Образование и профессия
Даниэль Риш учился в лихтенштейнской гимназии в Вадуце, окончил её в 1998 году. С 1999 по 2003 год изучал деловое администрирование в университетах Санкт-Галлена и Цюриха, а также в Мюнхенском университете. Окончил Цюрихский университет по специальности экономика. Затем Даниэль Риш защитил докторскую диссертацию по бизнес-информатике в Университете Фрайбурга, где в 2007 году получил степень доктора экономики. С 2006 по 2007 год Риш был приглашённым лектором в Мельбурнском университете, Австралия, в рамках исследовательской поездки SNSF.
Во время аспирантуры Даниэль Риш работал в качестве помощника по исследованиям и преподавателя в Университете прикладных наук Северо-западной Швейцарии с 2004 по 2007 год. С 2007 года он занимал различные руководящие должности в Unic AG — консалтинговой фирме по электронному бизнесу. Среди прочего, он был главой отдела продаж, а также главным специалистом по маркетингу группы Unic. В 2009 году Риш основал фестиваль искусства, культуры и музыки FL1.LIFE в Шане. С 2015 года, до вхождения в состав правительства в 2017 году, он работал главным специалистом по маркетингу в лихтенштейнской компании Post AG.

## Политическая карьера
С 2016 года Даниэль Риш является членом Патриотического союза. После парламентских выборов в 2017 году он был назначен на должность заместителя премьер-министра в коалиционном правительстве с Прогрессивной гражданской партией. Его инаугурация состоялась 30 марта 2017 года. Параллельно он также занимал пост министра инфраструктуры, экономики и спорта. В конце концов, он стал премьер-министром после парламентских выборов 2021 года, возглавив новое коалиционное правительство, вице-премьером которого стала Сабине Монауни из Прогрессивной гражданской партии.
В феврале 2024 года Риш объявил, что не будет баллотироваться на парламентских выборах в Лихтенштейне в 2025 году. 10 апреля 2025 года его сменила Бригитта Хаас.

## Личная жизнь
Женат на Ясмин Шедлер (род. 20 октября 1974), имеет двоих детей. Живёт со своей семьей в Тризене. Помимо своей профессиональной деятельности, кроме того, до прихода в правительство в 2017 году, он занимал различные должности в совете директоров и в наблюдательном совете в Лихтенштейне, Швейцарии, Германии и Австрии, а также был членом совета директоров IKT Forum Liechtenstein.